# George Francis Hampson
Sir George Francis Hampson, 10. Baronet (* 14. Januar 1860 in Marylebone, Middlesex; † 15. Oktober 1936 in seiner Residenz Thurnham Court in Maidstone), war ein britischer Entomologe.

## Leben
Hampson besuchte die Charterhouse School und studierte am Exeter College in Oxford. Er bewirtschaftete eine Teeplantage in den Nigri Hills in Tamil Nadu (damals Regierungsbezirk Madras) in Indien. Dort erwachte sein Interesse für Schmetterlinge und bei seiner Rückkehr nach England wurde er freiwilliger Mitarbeiter des Natural History Museum. 1895 wurde ihm dort eine Assistentenstelle angeboten und von 1901 bis 1905 war er Acting Assistant Keeper zuständig für Entomologie (als Nachfolger von Arthur Gardiner Butler).
Er veröffentlichte eine Monographie über die Kleinschmetterlinge Indiens.
1896 erbte er von seinem Vater den Titel Baronet, of Taplow in the County of Buckingham. 1893 heiratete er Minnie Frances Clark-Kennedy, mit der er zwei Töchter und einen Sohn hatte.

## Schriften
- The Lepidoptera of the Nilgiri District, British Museum 1891
- The Lepidoptera Heterocera of Ceylon, British Museum 1893
- The Fauna of British India, indlucing Ceylon and Burma: Moths, 4 Bände, India Office 1892 bis 1896
- Mitarbeit an: Catalogue of the Lepidoptera Phalaenae in the British Museum, 15 Bände, 1898 bis 1920